# Astronomsko društvo Faust Vrančić
Astronomsko Društvo Faust Vrančić (ADFV) jedno je od najstarijih astronomskih udruženja u Hrvatskoj. 

## Povijest
Osnovano je 1965. godine u Šibeniku. Prije Društva u Šibeniku je djelovala, i danas djeluje, astronomska sekcija u Gimnaziji Antuna Vrančića koja je bila inicijator osnivanja Društva. Šireći svoje područje rada, tijekom godina prerasla je u "Astronomsko Društvo Faust Vrančić" nazvano prema jednom od najvećih Šibenčana Faustu Vrančiću.
Kroz više od 40 godina postojanja Društvo je organiziralo niz popularnih predavanja, amaterskih promatranja i drugih popularno-znanstvenih događanja. Najaktivniji period djelovanja bile su 1980-e godine. Članovi Društva sudjelovali su u organizaciji ljetnih škola astronomije u Prvić Luci, te uređivali emisiju "Zemlja i Svemir" koja se 1970-ih emitirala u programu Radio Šibenika. Kao značajne voditelje aktivnosti treba spomenuti Miroslava Berića, Dragu Sirovicu i Dragana Rošu, najplodnijeg amaterskog solarnog promatrača u Europi 1975. godine.
Težište astronomske aktivnosti Društva oduvijek je bilo promatranje meteora, posebno Perzeida.

## Vanjske poveznice
- AD Faust Vrančić  Arhivirana inačica izvorne stranice od 22. svibnja 2007. (Wayback Machine)
- Udruge HR  Arhivirana inačica izvorne stranice od 7. ožujka 2016. (Wayback Machine)